# Korsimoro
Korsimoro è un dipartimento del Burkina Faso classificato come comune, situato nella provincia  di Sanmatenga, facente parte della Regione del Centro-Nord.
Il dipartimento si compone del capoluogo e di altri 24 villaggi: Baskoudré–Mossi, Baskoudré-Peulh, Dollé, Foulla, Ilartenga, Imiougou-Natenga, Ipalla, Kiendpalogo, Kirbaka, Mederin-Peulh, Nimpoui, Noungou, Ouidin, Ouitenga-Poecin, Sabouri-Nakoara, Sabouri-Natenga, Sabouri-Sonkin, Soubouri-Soukia, Tamboko, Tansablogo, Tansin, Taonsgo, Toulguéré-Peulh e Zourtenga.